# 요하나 샬러
요하나 샬러클리어(독일어: Johanna Schaller-Klier, 1952년 9월 13일 ~ )는 전 동독의 허들 선수이다.
튀링겐주 아르테른에서 태어난 샬러는 1976년 몬트리올 올림픽에서 100m 허들 금메달을 획득하고, 4년 후 모스크바 올림픽에서는 2위에 그쳤다. 4회의 국내 챔피언(1976~78, 1980)인 그녀는 또한 1978년 60m 허들의 실내 타이틀을 우승하기도 하였다.
1977년 월드컵에서 준우승을 한 샬러는 1978년 유럽 선수권에서 높은 허들을 우승하고, 릴레이 동메달을 추가하였다. 또한 1977년 유러피언컵과 1978년 유럽 실내 경기에서 60m 허들을 우승하기도 하였다. 스포츠 교사로 교육을 받은 그녀는 에르푸르트 대학교의 교육학에서 일하였다. 독일의 재통일 후에 란데스포르분트로 이주하여 청소년부에서 일하였다.

## 같이 보기
- 올림픽 육상 여자 메달리스트 목록